# Le Cinématographe
Le Cinématographe est une salle de cinéma d'art et essai située à Nantes, en France. Il s'agit de la plus ancienne salle de cinéma permanente de la ville. 

## Histoire
L'ancienne chapelle des Carmélites, dans la rue du même nom, vit sa construction achevée en 1643. Le bâtiment religieux, désaffecté, abrita successivement une prison pour prêtres durant la Révolution française, un temple protestant durant la première moitié du XIXe siècle puis un atelier de serrurerie.
En 1908, la société Chocolat Poulain acquiert la chapelle pour y installer le premier cinéma de la ville sous le nom d'American Cosmograph. Cette nouvelle attraction sert de support publicitaire au fabricant : des tickets d'entrée à moitié prix étant dissimulés dans certaines tablettes de chocolat, le procédé permet à la salle d’attirer un public nombreux assez rapidement. 
En 1924, Clément l’Heude, président du patronage paroissial La Saint-Pierre lié à la cathédrale de Nantes toute proche, achète le lieu qui devient la Salle Saint-Pierre. Ce cinéma de proximité tenu par l’abbé Hallereau instruit et divertit les membres de l'association du quartier. Il est par la suite rebaptisé Le Celtic durant la Seconde Guerre mondiale et poursuit sa carrière jusqu'à  sa fermeture, le 15 juillet 1980, due à la concurrence des grands complexes .
Le 23 novembre 1983, le cinéma reprend son activité sous le nom actuel, disposant d'une salle unique de 146 places. Racheté par la Soredic dans les années 1990, la salle doit fermer de nouveau en 1995, victime d'une mauvaise politique de communication. En 1997 cependant, Le Cinématographe rouvre ses portes grâce à l’association Ciné’Nantes qui s’installe définitivement dans la chapelle à l’automne 2001.

## Projet de déménagement
Soumis au début des années 2010 à un renforcement de la réglementation exigeant des bâtiments accueillant du public l'accessibilité des personnes à mobilité réduite, Le Cinématographe ne peut faire face à de coûteux travaux de mise aux normes de l'ancienne chapelle. Son déménagement est programmé sur un site plus adapté et plus vaste, comprenant deux ou trois salles,. 
Cette décision est d'autant plus justifiée que, depuis 2011, la salle est arrivée à saturation selon les normes nationales, atteignant 52 600 entrées payantes en 2014, 61 000 entrées avec les mises à disposition pour les festivals et les formations. Elle atteint ainsi un taux d’occupation par fauteuil de 30%, le plus fort de la ville de Nantes, quand la moyenne nationale est de 15%.  
Plusieurs implantations ont été envisagées, dont celle dans les anciens locaux de l'École des beaux-arts de Nantes - Saint-Nazaire, place Dulcie-September, qui a libéré les lieux en 2017 pour notamment s'installer sur l'île de Nantes. Finalement un permis de construire, qui avait été déposé début 2019 et validé en avril de la même année, autorise la construction d'un immeuble intégrant trois salles de cinéma et des logements sur l'ancien site du restaurant Hippopotamus situé au 7, allée des Tanneurs.